# Utershorst

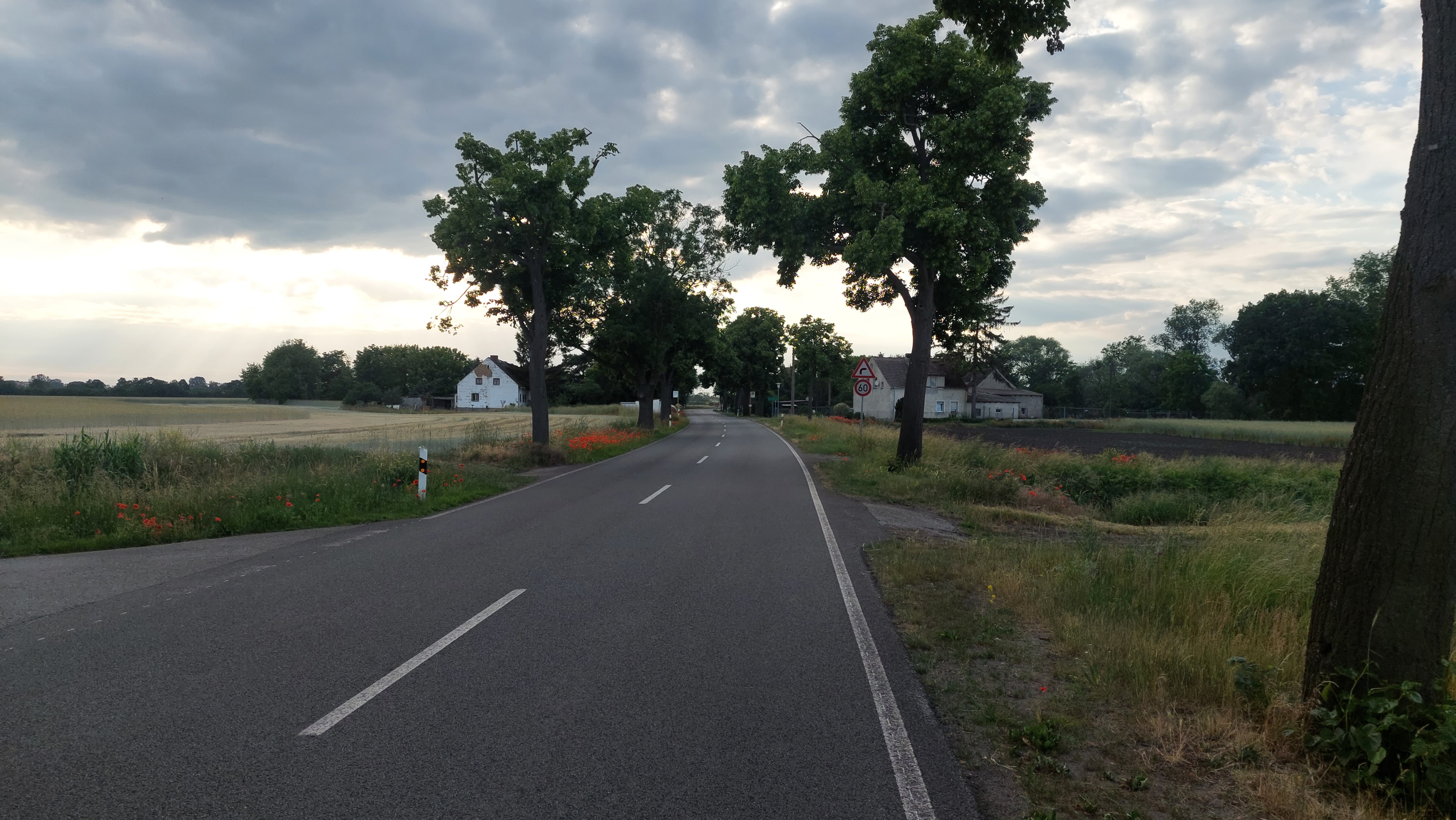
Kreisstraße 6309 mit Blick auf Utershorst

Utershorst ist ein Wohnplatz im Ortsteil Lietzow der Stadt Nauen im brandenburgischen Landkreis Havelland.

## Lage
Utershorst liegt etwa drei Kilometer nordwestlich der Stadt Nauen an der Kreisstraße 6309, östlich des Wohnplatzes heißt diese Hertefelder Chaussee. Vier Kilometer weiter in westliche Richtung folgt der Wohnplatz Hertefeld, hinter dem die Kreisstraße in die Landesstraße 173 mündet. In südlicher Richtung liegt der Ortsteil Lietzow, zu dem Utershorst gehört, auch wenn keine Straße die beiden Orte direkt miteinander verbindet.
Der Wohnplatz liegt am Großen Havelländischen Hauptkanal. Nur rund 500 Meter südlich verläuft die Bahnstrecke Berlin–Hamburg.

## Geschichte
Der Wohnplatz Utershorst entstand wohl aus einem um 1854 angelegten Gehöft. Im Amtsblatt des damals zuständigen Regierungsbezirk Potsdam heißt es dazu mit Wirkung vom 15. Juli 1854: „Dem im Westhavelländischen Kreise zwischen Nauen und Rolandshorst nördlich von Lietzow und der Berlin-Hamburger Eisenbahn neu entstandenen Ackergehöft ist der Name „Utershorst“ beigelegt worden.“ Der Name gehe auf die Gründer, zwei Brüder namens Uter zurück. In einer Ausgabe des Osthavelländischen Kreisblatts (eine Regionalzeitung) aus dem Jahr 1864 findet sich eine Anzeige eines Herrn W. Uter in Utershorst, der dort Vieh zum Verkauf anbietet. Bereits im Jahr 1860 wurde Utershorst in die damals noch eigenständige Gemeinde Lietzow eingegliedert. Im gleichen Jahr hatte Utershorst 11 Einwohner, der Wohnplatz bestand aus zwei Wohngebäuden sowie fünf Wirtschaftsgebäuden.

## Belege
1. ↑  Amtsblatt der königlichen Regierung zu Potsdam und der Stadt Berlin Jahrgang 1854, S. 270 unter Vermischte Nachrichten
2. ↑  Brandenburgisches Namenbuch: Die Ortsnamen des Havellandes. H. Böhlaus Nachfolger, 1976 (google.com).
3. ↑  Osthavelländisches Kreisblatt, Jahr 1864 Ausgabe Nr. 7
4. ↑  Ortschafts-Statistik des Regierungs-Bezirks Potsdam mit der Stadt Berlin. Richard Boeckh, 1861 (google.de).

Koordinaten: 52° 37′ 51,8″ N, 12° 51′ 3,8″ O